# Neuhöllbrunnbach
Der Neuhöllbrunnbach ist  ein etwa zweieinhalb Kilometer langer Bach im Spessart im unterfränkischen Landkreis Main-Spessart, der aus westlicher Richtung kommend von rechts in den Silberlochbach mündet.

## Verlauf
Der Neuhöllbrunnbach entspringt an den Hängen der Klosterkuppel, auf einer Höhe von etwa 344 m ü. NHN, dem intermittierenden Neuhöllbrunnen. Etwas bachabwärts wird er auf seiner linken Seite von einem zweiten Quellast gespeist.
Der Neuhöllbrunnbach verläuft durch ein enges bewaldetes Tal in südöstliche bis östliche Richtung nach Neustadt und mündet schließlich auf einer Höhe von etwa 175 m ü. NHN in Neustadt in den Silberlochbach.
Ab dem westlichen Ortseingang von Neustadt verzweigt sich der Neuhöllbrunnbach mehrmals. Ein Teilarm verläuft verrohrt unter dem Dominikanerinnenkloster hindurch und mündet an der Fußgängerbrücke nach Erlach in den Main (Lage).